# Robert McPherson
Robert Martin (Mac) McPherson (Kilmarnock, 27 februari 1901 – 15 december 1969) was een Schots voetbaltrainer. Hij was onder meer in Nederland actief als betaald oefenmeester van HBS-Craeyenhout. Met HBS werd hij in het seizoen 1924/25 landskampioen van Nederland.
Als speler kwam hij als amateur uit voor Newcastle United en in het seizoen 1921/22 voor Carlisle United. Zijn vader en broer Jim waren ook trainers.

## Trainersloopbaan
De Schotse coach Robert McPherson ontwikkelde bij HBS tussen de jaren 1926 en 1928 een sterk elftal en een hechte vriendenploeg. Deze 'Mac', zoals de oefenmeester liefkozend werd genoemd, begreep de clubcultuur en had een goede relatie met de spelersgroep. Typerend voor 'Mac' was dat hij al snel Nederlands sprak. Aan de hand van topspelers als Harry Dénis, Henk Vermetten, Felix Smeets, Terus Küchlin en Charles van Baar van Slangenburgh won HBS in 1924 de Zilveren Bal, een beker die destijds meer aanzien had dan de KNVB Beker. In de finale was Feyenoord de tegenstander, de club die net een paar maanden eerder ongeslagen kampioen van Nederland waren geworden. De Kraaien wonnen de finale met 2-0.
Het seizoen 1924/25 begon telleurstellend met een verlies tegen IJ.V.V. Stormvogels en RCH in de eerste twee wedstrijden. McPherson beschikte echter over een sterk en compleet team dat bij vlagen oogstrelend voetbal kon spelen en juist nadat de sportpers HBS tot degradatiekandidaat had bestempeld, wonnen De Kraaien vervolgens alle zestien wedstrijden. Vooral op thuisbasis Houtrust verzorgde de ploeg van Mac ware galavoorstellingen: HFC EDO kreeg 5-0 klop, VOC 6-1 en DFC 5-1. HBS werd afdelingskampioen van de Eerste Klasse West II. In de strijd om het landskampioenschap was Houtrust bij thuisduels gevuld met zo'n 20.000 toeschouwers. Na overwinningen op Sparta (5-3), NAC (4-1) en Go Ahead (0-1) won HBS op 27 mei 1925 voor de derde keer het landskampioenschap van Nederland. Robert McPherson werd bij HBS opgevolgd door Bill Marsden.
In 1931 werd McPherson, als trainer van HBS, gevraagd om in Nederlands-Indië te gaan trainen. Nadat dit in 1931 geen doorgang vond, was hij in 1932 actief voor de Bataviaasche Voetbalbond. Onder zijn leiding verloor Batavia in de Stedenwedstrĳden slechts van Soerabaja en behaalde daarmee een tweede plaats in het Kampioenschap van de Nederlandsch-Indische Voetbal Bond.
In 1934 werd McPherson aangesteld als trainer van Ipswich Town, op dat moment nog een amateurclub. In 1936 werd Ipswich gekozen als lid van de Southern Football League en werd tevens een profclub. Het eerste seizoen in de Southern League werd bekroond met het kampioenschap. McPherson vertrok bij Ipswich tijdens het seizoen 1937/38.

## Erelijst

### Als trainer
- Zilveren Bal: 1924 (HBS-Craeyenhout)
- Landskampioen van Nederland: 1924/25 (HBS-Craeyenhout)
- Kampioen Eerste Klasse West II: 1924/25 (HBS-Craeyenhout)